# Episodi di JAG - Avvocati in divisa (quinta stagione)
La quinta stagione della serie televisiva JAG - Avvocati in divisa, composta da 25 episodi, è stata trasmessa in prima visione negli Stati Uniti d'America dalla CBS tra il 21 settembre 1999 e il 23 maggio 2000.
In Italia è stata trasmessa in prima visione da Rai 2.
| nº | Titolo originale                | Titolo italiano          | Prima TV USA      | Prima TV Italia     |
| -- | ------------------------------- | ------------------------ | ----------------- | ------------------- |
| 1  | King of the Greenie Board (1/2) | Il migliore              | 21 settembre 1999 | 27 settembre 2000   |
| 2  | Rules of Engagement (2/2)       | Errore fatale            | 28 settembre 1999 | (28 settembre 2000) |
| 3  | True Callings                   | Corte marziale           | 5 ottobre 1999    | (29 settembre 2000) |
| 4  | The Return                      | Il ritorno               | 12 ottobre 1999   | 30 settembre 2000   |
| 5  | Front and Center                | Il testimone scomparso   | 19 ottobre 1999   | (2 ottobre 2000)    |
| 6  | Psychic Warrior                 | Operazione indovino      | 2 novembre 1999   | 3 ottobre 2000      |
| 7  | Rogue                           | Il temerario             | 9 novembre 1999   | (4 ottobre 2000)    |
| 8  | The Colonel's Wife              | La moglie del colonnello | 16 novembre 1999  | (5 ottobre 2000)    |
| 9  | Contemptuous Words              | Oltraggio al Presidente  | 23 novembre 1999  | 6 ottobre 2000      |
| 10 | Mishap                          | Incidente                | 30 novembre 1999  | [9 ottobre 2000]    |
| 11 | Ghosts of Christmas Past        | Buon Natale Harmon       | 14 dicembre 1999  | (10 ottobre 2000)   |
| 12 | Into the Breech                 | Esplosione a bordo       | 11 gennaio 2000   | (11 ottobre 2000)   |
| 13 | Life or Death                   | Vita o morte             | 18 gennaio 2000   | 12 ottobre 2000     |
| 14 | Cabin Pressure                  | La trappola              | 1 febbraio 2000   | (13 ottobre 2000)   |
| 15 | Boomerang: Part 1 e 2           | Il disertore             | 8 febbraio 2000   | 14 ottobre 2000     |
| 16 | Boomerang: Part 1 e 2           | Boomerang                | 15 febbraio 2000  | (16 ottobre 2000)   |
| 17 | People v. Gunny                 | Doppio processo          | 22 febbraio 2000  | (17 ottobre 2000)   |
| 18 | The Bridge at Kang So Ri        | Orfani di guerra         | 29 febbraio 2000  | (18 ottobre 2000)   |
| 19 | Promises                        | Promesse                 | 28 marzo 2000     | 19 ottobre 2000     |
| 20 | Drop Zone                       | Ambizione                | 4 aprile 2000     | (20 ottobre 2000)   |
| 21 | The Witches of Gulfport         | L'iniziazione            | 25 aprile 2000    | 21 ottobre 2000     |
| 22 | Overdue & Presumed Lost         | Guerrieri silenziosi     | 2 maggio 2000     | (22 ottobre 2000)   |
| 23 | Real Deal SEAL                  | Falsi onori              | 9 maggio 2000     | (23 ottobre 2000)   |
| 24 | Body Talk                       | L'arte del perdono       | 16 maggio 2000    | (24 ottobre 2000)   |
| 25 | Surface Warfare                 | Battaglia di superficie  | 23 maggio 2000    | 25 ottobre 2000     |

## Il migliore
- Titolo originale: King of the Greenie Board
- Diretto da: Alan J. Levi
- Scritto da: John Schulian

### Trama
Harm, nel suo nuovo incarico di pilota, si trova a bordo della portaerei Patrick Henry, dove ha a che fare con un giovane e ambizioso pilota, il tenente Buxton. Mac viene promossa colonnello e al sergente Victor Galindez viene proposto di entrare a far parte dello staff del JAG. Durante un volo di ricognizione sulla No-fly zone sopra alla ex Jugoslavia il tenente Buxton decide di attaccare un convoglio di estremisti serbi, provocando per errore la morte di tre negoziatori russi.

## Errore fatale
- Titolo originale: Rules of Engagement
- Diretto da: Jeannot Szwarc
- Scritto da: Ed Zuckerman

### Trama
A causa del suo errore, il tenente Buxton viene sottoposto alla Corte marziale. Mac e Bud rappresentano l'accusa, mentre Brumby e Harm, per una volta nuovamente nella sua veste di avvocato, la difesa.

## Corte marziale
- Titolo originale: True Callings
- Diretto da: Alan J. Levi
- Scritto da: Ed Zuckerman, John Schulian e Paul T. Gillcrist

### Trama
Il sergente Curran porta a bordo della portaerei Patrick Henry una profuga kosovara incinta, senza avere l'autorizzazione per farlo. Per questo motivo viene sottoposto a Corte marziale; Harm, pur non facendo più parte del JAG, cerca di dare consigli all'avvocato della difesa. Egli riceve anche una cattiva notizia: è ormai troppo vecchio per fare carriera come pilota. Al JAG prende servizio il Sergente Galindez; il suo primo incarico è quello di trovare per l'Ammiraglio Chegwidden un paio di biglietti per un concerto del gruppo Limp Bizkit.

## Il ritorno
- Titolo originale: The Return
- Diretto da: Greg Beeman
- Scritto da: Larry Moskowitz

### Trama
Harm ritorna al JAG; contrariamente alle sue previsioni, non viene messo in punizione dall'Ammiraglio Chegwidden, anzi, gli viene subito sottoposto un caso difficile: un Tenente di Marina ha disobbedito a un ordine diretto del suo superiore, ma questo Tenente è il figlio del Segretario della Marina. Harm e Bud curano la difesa, Brumby l'accusa. Harm deve districarsi tra le pressioni della stampa, le preoccupazioni di un padre potente e la testardaggine del Tenente, che rifiuta ogni possibile accomodamento.

## Il testimone scomparso
- Titolo originale: Front and Center
- Diretto da: Alan Myerson
- Scritto da: Dana Coen

### Trama
L'atto di eroismo compiuto da Harm durante una delle sue ultime missioni come pilota gli frutta la sua seconda Distinguished Flying Cross. Harm e Bud sono poi incaricati dell'accusa nel caso del Marine Clauson, accusato di aggressione e tentato stupro ai danni di una ragazza, salvata dall'intervento del Caporale Woods. Quest'ultimo è il testimone chiave, ma non appena viene contattato da Harm e Bud, inaspettatamente si allontana dalla sua caserma, facendo perdere le sue tracce. Mac e Brumby sono avversari in una causa riguardante il sospetto possesso di marijuana da parte di un sottufficiale di Marina, dove il testimone chiave è un cane antidroga.

## Operazione indovino
- Titolo originale: Psychic Warrior
- Diretto da: Greg Beeman
- Scritto da: Paul J. Levine

### Trama
Durante un esperimento del programma "Indovino" della Marina, un tenente, in preda ad allucinazioni, si suicida. Il programma "Indovino" è volto alla ricerca di elementi dotati di percezioni extrasensoriali ed è diretto dall'Ammiraglio Spencer. Quest'ultimo viene accusato di negligenza colposa e rinviato alla Corte marziale, dove Harm sostiene la difesa e Mac e Bud l'accusa. Nel frattempo, Chloe, la bambina seguita da Mac e da lei considerata come una sorella minore, durante una gita a cavallo viene disarcionata e si perde nei boschi vicino a casa. L'Ammiraglio Spencer, che crede di possedere doti di chiaroveggenza, si offre di aiutare Mac a ritrovare la bambina.

## Il temerario
- Titolo originale: Rogue
- Diretto da: Tony Wharmby
- Scritto da: Larry Moskowitz

### Trama
Jack Raglan, un ex SEAL, viene ingaggiato dall'Ammiraglio Kly per testare la sicurezza delle installazioni della Marina. Bud segue Raglan in veste di osservatore. Il comportamento eccessivamente scrupoloso, quasi beffardo, di Raglan nel simulare attacchi alle basi della Marina infastidisce alcuni alti graduati, tra cui lo stesso Kly. Quando Raglan non si limita a simulare l'attacco a un sottomarino, ma ne prende possesso, scatta l'allarme: Raglan chiede una somma di denaro e si avvicina pericolosamente alla costa minacciando un attacco a obiettivi civili; il problema è che anche Bud è all'interno del sottomarino.

## La moglie del colonnello
- Titolo originale: The Colonel's Wife
- Diretto da: Alan J. Levi
- Scritto da: John Schulian

### Trama
La polizia della California trova, durante un'irruzione, un ingente quantitativo di cocaina e sulla busta che la contiene è riportato come mittente l'indirizzo di Olivia Dunston, residente a Panama. La Dunston è la moglie del Colonnello Bradley Dunston, impegnato nella lotta ai trafficanti di droga. Harm e Mac vengono inviati a Panama a indagare, per stabilire se effettivamente il Colonnello sia implicato nel traffico, oppure se il malaugurato invio di droga non sia stata un'ingenuità della moglie, imbrogliata dai trafficanti, desiderosi di screditare il Colonnello.

## Oltraggio al Presidente
- Titolo originale: Contemptuous Words
- Diretto da: Jeannot Szwarc
- Scritto da: Ed Zuckerman

### Trama
Su di un quotidiano compare un articolo contenente aspre critiche al Presidente degli Stati Uniti ; la redazione sostiene che sia stato scritto da un militare appartenente al corpo della Marina. Harm, Mac e Bud indagano e Harm suggerisce a Bud di controllare il server di posta elettronica del quotidiano: in seguito a questa verifica, risulta che l'articolo è stato spedito proprio dal computer di Harm. Egli viene indagato e comincia a pensare chi possa avercela così tanto con lui; il primo della lista è l'agente Palmer.

## Incidente
- Titolo originale: Mishap
- Diretto da: Terrence O'Hara
- Scritto da: Larry Moskowitz

### Trama
Sulla portaerei Patrick Henry, a causa di gravi avarie, un Tomcat si schianta sul ponte di volo causando il ferimento del pilota e di un uomo dell'equipaggio. Viene indagata il Tenente Hawkes, copilota di Harm durante il breve servizio di quest'ultimo come pilota, proprio a bordo della Patrick Henry, che in quel frangente stava operando come ufficiale di atterraggio. Harm assume la difesa e comincia a cercare possibili concause dell'incidente, arrivando a scoprire che lo stato della manutenzione della nave è assai carente.

## Buon Natale Harmon
- Titolo originale: Ghosts of Christmas Past
- Diretto da: Alan J. Levi
- Scritto da: Donald P. Bellisario, Ed Zuckerman e John Schulian

### Trama
È la vigilia di Natale e Harm, come di consueto, si reca presso il Memoriale dei veterani del Vietnam per onorare la memoria di suo padre. Qui viene raggiunto da Jenny Lake, una cantante, che durante la guerra del Vietnam faceva parte della compagnia itinerante di Bob Hope. Jenny racconta ad Harm come avesse conosciuto suo padre l'antivigilia di Natale del 1969, sulla portaerei USS Ticonderoga, dove si trovava per tenere uno spettacolo.

## Esplosione a bordo
- Titolo originale: Into the Breech
- Diretto da: Mark Horowitz
- Scritto da: Paul J. Levine

### Trama
Harm e Mac devono assistere rispettivamente l'accusa e la difesa in un procedimento giudiziario simulato, condotto da alcuni cadetti della Marina. Il processo ripercorre la causa intentata a un marinaio morto insieme a 28 compagni in un'esplosione; la sentenza stabilì che l'esplosione fu provocata dal marinaio, che in pratica si suicidò facendo morire con sé alcuni compagni, i quali lo tormentavano con pesanti scherzi. Il finto processo dovrebbe solamente essere un'esercitazione, ma la bravura e la solerzia dei cadetti, abili a trovare alcuni testimoni mai sentiti prima, fa riaprire il caso.

## Vita o morte
- Titolo originale: Life or Death
- Diretto da: Tony Wharmby
- Scritto da: Catherine Stribling

### Trama
Mac deve difendere un condannato a morte per omicidio plurimo detenuto da 12 anni nel braccio della morte e cercare di ottenere il processo di appello. La linea di difesa da lei scelta evidenzia l'inadeguatezza dell'avvocato che difese il condannato a suo tempo, ma questo avvocato è l'Ammiraglio Chegwidden e questo le crea disagio. Brumby viene richiamato in Australia e la sera prima della partenza i colleghi lo salutano cantando Waltzing Matilda, famosa canzone popolare australiana, considerata un inno non ufficiale del Paese.

## La trappola
- Titolo originale: Cabin Pressure
- Diretto da: Jeannot Szwarc
- Scritto da: Dana Coen

### Trama
Harm e Mac sono sulla nave da sbarco Suribachi per condurre un'inchiesta riguardante un omicidio. Harm sta interrogando l'indiziato, il sottufficiale DeMara, nella cella di bordo, quando improvvisamente la nave si incaglia, il carico si rovescia e blocca il portello di uscita. Poco dopo una falla provoca l'ingresso di acqua nella cella e il salvataggio di Harm diventa una lotta contro il tempo.

## Il disertore
- Titolo originale: Boomerang: Part 1
- Diretto da: Donald P. Bellisario e Jeannot Szwarc
- Scritto da: Donald P. Bellisario

### Trama
Nel 1972 a Sydney una rissa tra il marinaio Dunsmore, australiano, e Kevin Lee, un sottufficiale americano, finisce in tragedia con la morte di quest'ultimo e la fuga e relativa diserzione del presunto colpevole. 28 anni dopo, per caso, Dunsmore viene rintracciato e arrestato, ma non appena portato in carcere chiede l'assistenza del JAG. Il capitano Brumby fa arrivare Harm e Bud e l'ormai ex marinaio rivela che in realtà lui è il sottufficiale americano Kevin Lee ed è quindi stato il marinaio australiano ad avere la peggio. Harm assume la sua difesa e, nel frattempo, giunge la salma di Dunsmore, scortata da Mac, per essere riconsegnata alla famiglia.

## Boomerang
- Titolo originale: Boomerang: Part 2
- Diretto da: Donald P. Bellisario e Jeannot Szwarc
- Scritto da: Donald P. Bellisario

### Trama
Ha inizio il processo relativo al presunto assassinio del marinaio australiano avvenuto nel 1972. L'ex sottufficiale Lee si dichiara innocente, sostenendo l'accidentalità del fatto, ma la testimonianza della moglie australiana sembra destinarlo alla condanna. Al termine della vicenda, il capitano Brumby chiede a Mac di sposarlo.

## Doppio processo
- Titolo originale: People v. Gunny
- Diretto da: Terrence O'Hara
- Scritto da: Larry Moskowitz

### Trama
Il Sergente Galindez è coinvolto accidentalmente in una rissa fuori da un locale frequentato da gay; improvvisamente si trova davanti il sottufficiale Tiner, l'attendente dell'ammiraglio Chegwidden, e lo colpisce senza volerlo. Uno dei coinvolti nella rissa, Edward Proxy, lo denuncia per aggressione, aggravata dalla motivazione omofoba; Galindez ha agito in difesa di un suo amico e commilitone, il Sergente Manny O'Bregon, che Galindez intende coprire. Dopo essere stato scagionato dalla corte militare, viene arrestato e processato in un tribunale civile, dove ha come difensore l'Ammiraglio Chegwidden in persona.

## Orfani di guerra
- Titolo originale: The Bridge at Kang So Ri
- Diretto da: Ian Toynton
- Scritto da: Ed Zuckerman e Paul J. Levine

### Trama
Un ex soldato americano, reduce della guerra di Corea, decide di raccontare un grave episodio di quella guerra, rimasto finora sconosciuto: un eccidio di civili compiuto per errore da lui e da altri due soldati sul ponte di Kang So Ri. Il soldato, il Generale Wolfe, Harm e Mac partono per la Corea del Sud, assieme alla regista Rene Peterson, amica di Harm, per girare un documentario sull'eccidio. Durante il volo, un gruppo di guerriglieri filo-comunisti prende possesso dell'aereo e la loro leader comincia un processo sommario all'ex soldato.

## Promesse
- Titolo originale: Promises
- Diretto da: Arthur W. Forney
- Scritto da: John Schulian

### Trama
Il marinaio Granato, stufa delle continue corvée cui è sottoposta, abbandona la sua nave senza permesso. Viene quindi denunciata per diserzione e rinviata a giudizio presso la Corte marziale. Ella sostiene che durante il reclutamento le fu promesso di accedere a un corso per controllore del traffico aereo, ma che poi questa promessa non fu mantenuta, in quanto il corso era al completo, e che quindi si ritenne ingannata.

## Ambizione
- Titolo originale: Drop Zone
- Diretto da: Hugo Cortina
- Scritto da: Larry Moskowitz

### Trama
Il Capo Bracken, a comando di un gruppo di paracadutisti, fa lanciare il gruppo fuori zona, sostenendo che la luce di lancio era sul verde, provocando la morte di uno di essi. Mac sostiene l'accusa, mentre Bud e il Tenente Singer la difesa. Il Tenente Singer ha più volte manifestato un'eccessiva ambizione, una voglia di primeggiare a tutti i costi, tanto da essere malvista dai colleghi. Una sera Mac si ritrova in auto un dossier riservato, che non avrebbe dovuto vedere, che dimostra come il Capo Bracken avesse bevuto molto, la sera prima del lancio. Nonostante avesse già fatto indagini presso alcuni bar della zona, la sua linea di accusa (che prevede, appunto, una presunta inidoneità al servizio causa alcool) viene rifiutata dal Giudice, essendoci il sospetto che Mac abbia visto quel dossier. Mac viene rimossa dall'accusa e sostituita da Harm.

## L'iniziazione
- Titolo originale: The Witches of Gulfport
- Diretto da: Tony Wharmby
- Scritto da: Dana Coen

### Trama
A Gulfport, nel Mississippi, il Capo Merker è accusato di violenza sessuale ai danni del Sottufficiale Plunkett. Entrambi fanno parte di una setta religiosa, seguace della Wicca. Mac viene infiltrata nella setta e Harm e Bud giungono sul posto per indagare.

## Guerrieri silenziosi
- Titolo originale: Overdue & Presumed Lost
- Diretto da: Tony Wharmby
- Scritto da: John Schulian e Paul J. Levine

### Trama
Il 5 dicembre 1941 il sottomarino Dolphin intercetta la flotta giapponese in rotta verso Pearl Harbor; prima di essere affondato riesce a inviare un messaggio al comando di flotta. Quasi 60 anni dopo, il relitto del sottomarino viene trovato da un cacciatore di relitti, Jack Riggins, il quale intende riportarlo a galla. La Marina si oppone, in quanto ritiene l'operazione un vero e proprio sacrilegio. Il ritrovamento apre anche la questione del mancato allarme che la comunicazione del Dolphin avrebbe dovuto suscitare nel comando della Marina, a Washington. Intanto Mac e Bud sono alle prese con il caso del sottufficiale Potts, un genio dell'informatica finito sotto giudizio a causa dell'eccessivo peso corporeo.

## Falsi onori
- Titolo originale: Real Deal SEAL
- Diretto da: Terrence O'Hara
- Scritto da: Paul J. Levine

### Trama
Il tenente Rivers, un Navy SEAL decorato con la medaglia d'onore, attacca il senatore Layton accusandolo di essere un falso SEAL e facendo a pugni con lui. A Mac viene affidata l'accusa mentre Harm si occuperà della difesa. Nel frattempo Rivers, che insieme a due commilitoni dà la caccia a coloro i quali sostengono di essere SEAL senza esserlo stati davvero, per scovare un assassino su commissione si finge cliente e mette una taglia sulla testa di Harm, usandolo come esca per catturare il killer. In questo scenario l'ammiraglio Chegwidden riceve la proposta per diventare giudice; se accettasse, dovrebbe lasciare il JAG.

## L'arte del perdono
- Titolo originale: Body Talk
- Diretto da: Terrence O'Hara
- Scritto da: Dana Coen

### Trama
Harm decide di riaprire il caso del capitano Chaddock, che sta scontando l'ergastolo da 10 anni con l'accusa di aver ucciso la moglie. Harm non sa che il capitano Chaddock è il padre del tenente Teresa Coulter, sua amica e collaboratrice, la quale lo prega di desistere. Harm è convinto che Chaddock non sia stato difeso correttamente e insiste nel riaprire il caso. Le indagini portano a nuovi sviluppi e il tenente Coulter pian piano si riavvicina a suo padre, dopo 10 anni di assoluto distacco, ma non senza difficoltà.

## Battaglia di superficie
- Titolo originale: Surface Warfare
- Diretto da: Jeannot Szwarc
- Scritto da: Ed Zuckerman

### Trama
Mikey, il fratello di Bud, sottufficiale addetto al tiro su di una nave, durante un'esercitazione viene accusato di aver sparato per errore verso un mezzo di sbarco dei Marine e viene rinchiuso nella prigione di bordo. Bud accorre in suo aiuto e comincia un'indagine non ufficiale che infastidisce i superiori e che lo porta a sua volta a essere chiuso in cella. A questo punto sulla nave accorrono Mac, poi Harm, poi l'Ammiraglio Chegwidden e infine il Segretario della Marina e l'agente della CIA Clayton Webb, nel crescendo dell'importanza suscitato dal caso.